# Булак Степан
Степан (Стефан) Булак (нар. 25 січня 1893, село Межиброди — пом. після 1979, Канада) — український військовик, поручник Армії УНР, український громадський діяч, адвокат. 

## Життєпис
Народився 25 січня 1893 року в селі Межиброди, Стрийського повіту, в Галичині. Закінчив Українську академічну гімназію у Львові в 1912 році, по тому правничий факультет  у Львівському Університеті. Активний учасник Перших визвольних змагань в рядах УСС, УГА та Армії УНР. Під час облоги Львова короткий час був адютантом Головнокомандуючого Армії УГА генерала Омеляновича-Павленка. У званні поручника воював у 3-й Залізній Дивізії Армії УНР, де отримав поранення. 
У міжвоєнний період працював адвокатом в Сколе та брав активну участь у громадському житті таких організацій як Просвіта, Рідна Школа, Союз Кооперативів. На початку Другої Світової війни переїхав до Кракова, пізніше до Австрії. У 1951 році іммігрує до Канади де мешкає в Торонто. Там продовжує активну роботу в українській громаді. Був жертводавцем на різні цілі громади,  в тому числі пожертвував $2000 на Український Католицький Університет в Римі, $1000 на Шевченківську Фундацію в Канаді, та інші.
Нагороджений Воєнним Хрестом 10 травня 1967 року. Згадується у 1979 році в статті часопису "Свобода" де розповідається про життєпис Булака і святкування його 86-ти річчя.